# 梅嶺 (臺灣)

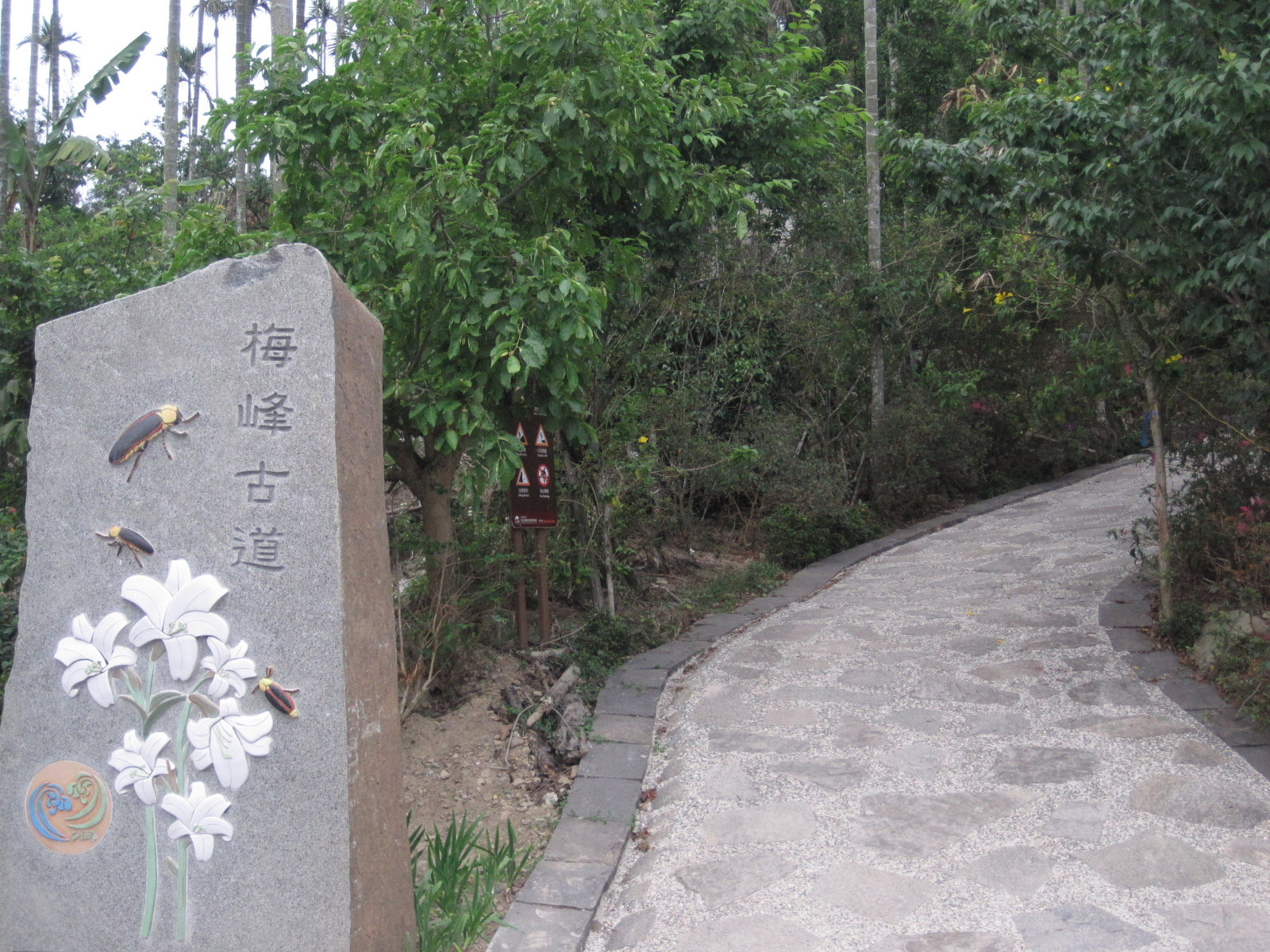
梅嶺梅峰古道

梅嶺（臺南腔閩南語：muâi-niá）位於臺灣臺南市楠西區，現為西拉雅國家風景區中的「梅嶺風景區」，被選為「南瀛百景」之一。
梅嶺早期主要是種植香蕉，閩、客語稱之「弓蕉」，故原名「弓蕉山」（閩南語：king-tsio-suann、客語：giungˊ zeuˊ sanˊ），書面語寫作「香蕉山」，後來於日治時期由日本人引進梅樹栽種，成為當地特色。戰後，前中華民國副總統謝東閔見此滿山綻放的梅花，就由此而改名為「梅嶺」。

## 外部連結
- 西拉雅國家風景區 - 梅嶺風景區 （页面存档备份，存于）（繁體中文）